# Envolvente bajista
La envolvente bajista es una pauta de análisis técnico de tipo candlestick, o velas japonesas, utilizada en análisis bursátil. Una pauta está formada por una o más líneas o velas. En este caso, la envolvente bajista está formada por dos líneas. La primera de ellas se forma después de una  tendencia alcista menor o mayor, con cuerpo real blanco, dando paso a una segunda, al día siguiente, con cuerpo real negro, la cual envuelve a la primera (de ahí el nombre), es decir, abre por encima del máximo de la blanca y cierra por debajo de su mínimo.
Implicaciones: Es una pauta de giro en su escenario principal y secundario. Se produce el fallo, o escenario contrario, cuando la pauta continúa, en lugar de girar.